# NGC 1518
NGC 1518 este o emission-line galaxy⁠(d) situată în constelația Eridanul. A fost descoperită în 13 noiembrie 1835 de către John Herschel. Se află la o distanță de 8,24 megaparseci de Pământ.